# عبد الله يوسف أحمد
عبد الله يوسف أحمد (15 ديسمبر 1934 - 23 مارس 2012)، سياسي صومالي، ورئيس الصومال في الفترة من 14 أكتوبر 2004 حتى 29 ديسمبر 2008.

## نشأته
ولد في مدينة جالكعيو، في منطقة مدج، نسبه هو عبد الله يوسف أحمد من أسرة مهد فرع عمر محمود المجيرتيني الدارودي الجبرتي.

## تاريخ عسكري
كان من بين أوائل العسكريين المسؤولين الذين أرسلوا إلى إيطاليا في 1957، جنبا إلى جنب مع محمد عيديد وغيرهم، ومنذ ذلك الحين بقي في الجيش وشارك في حرب 1964 وحرب أوغادين عام 1977، وكان لمزاياه الشجاعة في الحربين، في عام 1978، اشترك مع مجموعة من المسؤولين العسكريين، في محاولة الانقلاب الفاشلة ضد نظام سياد بري. فهرب إلى كينيا، ثم إلى إثيوبيا حيث بدأ حركة متمرده تسمى sodaf التي تحولت فيما بعد إلى الجبهة الديموقراطية الصوماليه للإنقاذ (ssdf).

## رئيسًا لبونتلاند
وفي وقت لاحق أصبح رئيسا لولاية أرض البنط (أو المعروف أيضا بـ"بونتلاند").أعلن إقليم بونتلاند الحكم الذاتي في يوم 23 يوليو، 1998 أصبح عبد الله رئيسا لبونتلاند وخدم في هذا المنصب حتى انتهت ولايته منذ 1 تموز / يوليو 2001، بعد هذا قال أنه ما زال يعلن نفسه ليكون رئيسا لبونتلاند وبدأت حملة عسكرية ضد القيادة الجديدة، التي انتخبت لجامع علي جامع في نوفمبر 2001. في مايو 2002 سيطر بونتلاند وقال بأنه رئيس بونتلاند مرة أخرى، رغم أن التمرد استمر حتى عام 2003. ثم تابع أحمد كرئيس بونتلاند حتى أكتوبر 2004 عندما أصبح رئيسا للصومال. ويقال أنه استبدادي في القيادة. وهو من المتورطين في عمليات القتل خارج نطاق القضاء حسب وزارة خارجية الولايات المتحدة في تقريرها لعام 2002, والتقرير القطري عن ممارسات حقوق الإنسان.

## رئيسًا للصومال
انتخب رئيسا للصومال في 10 تشرين الأول 2004، من قبل البرلمان الانتقالي، حصل على 189 صوتا في البرلمان، بينما حصل المنافس الاقرب 79 صوتا. وتعهد إلى تعزيز المصالحة وإعادة بناء البلد. واستدرك قائلا ان حكومته ابتليت الخلافات الداخلية وغيرها من الادعاءات. في 18 سبتمبر، 2006، فجر انتحاري نفسه في قافلة كان فيها الرئس في خارج مبني البرلمان في بيداوا. وقد اسفر الهجوم عن مقتل أربعة من الحراس الشخصيين للرئيس، وكذلك شقيق الرئيس، وستة مهاجمين قتلوا أيضا في معركة بالأسلحة الناريه. ونسبت لهذا الهجوم المحاكم الإسلامية.
وفي 29 ديسمبر 2008 قدم الرئيس الصومالي عبد الله يوسف أحمد استقالته للبرلمان الصومالي وقال أنه أخفق في تحقيق السلام.
>

## وفاته
توفي عبد الله يوسف أحمد في وقت مبكر من صباح اليوم الجمعة في أحد مستشفيات دولة الإمارات العربية المتحدة عن عمر يناهز ثمانين عاما. وقد أكد نبأ الوفاة لوسائل إعلام صومالية أفراد من عائلة الرئيس السابق الذي كان يقيم في دولة الإمارات منذ قرابة عام لدواع صحية، وقد أجريت جهود مكثفة لنقل جثمانه إلى الصومال لدفنه هناك.

## وصلات خارجية
- عبد الله يوسف أحمد على موقع IMDb (الإنجليزية)
- عبد الله يوسف أحمد على موقع مونزينجر (الألمانية)

- وفاة مؤسس أول معارضة مسلحة بالصومال. الجزيرة نت.

| المناصب السياسية         | المناصب السياسية                                    | المناصب السياسية                   |
| ------------------------ | --------------------------------------------------- | ---------------------------------- |
| سبقه عبد القاسم صلاد حسن | قائمة رؤساء الصومال 14 أكتوبر 2004 - 29 ديسمبر 2008 | تبعه آدم محمد نور مدوبي (بالنيابة) |